# Virus des anneaux noirs de la pomme de terre
Nepovirus solani
Espèce
Synonymes
- Potato black ringspot virus (ICTV, 1979)

Nepovirus solani, le virus des anneaux noirs de la pomme de terre ou PBRSV (acronyme de Potato black ringspot virus), est un phytovirus pathogène, rattaché au genre des Nepovirus et à la famille des Secoviridae. 
Ce virus, qui cause des taches nécrotiques systémiques sur le feuillage des pommes de terre, n'a été détecté qu'au Pérou. Outre la pomme de terre, qui est son hôte principal, il admet une large gamme d'hôtes dans 11 familles de dicotylédones, dont les Amaranthaceae, Chenopodiaceae, Cucurbitaceae, Fabaceae et Solanaceae.

## Référence biologique
- (en) ICTV : Potato black ringspot virus  (consulté le 1er février 2021)